# Michael Vartan
Michael Vartan é um ator franco-estadunidense nascido nos arredores de Paris, filho de pai francês e mãe americana, Vartan viveu na pequena vila de Fleury, na Normandia, até os 18 anos, quando mudou-se para Los Angeles.

## Carreira
Queria ser jogador profissional de hockey antes de decidir seguir a carreira de ator. Seus principais trabalhos no cinema foram "Nunca Fui Beijada" (interpretando um cativante e sonhador professor, que transmite de certa forma os seus sonhos aos alunos, e fa-los ver o mundo de uma outra forma, quase que mágica. Contracena neste filme com Drew Barrymore) e "One Hour Photo". Na TV, fez o Lancelot na minissérie "As Brumas de Avalon", além de participações em seriados como Friends e Ally McBeal. Seu papel com mais notoriedade foi como o agente da CIA Michael Vaughn, de Alias, ao lado de Jennifer Garner com quem já teve um relacionamento.

## Filmografia
- 1991 - Un homme et deux femmes
- 1992 - Promenades d'été
- 1993 - Fiorile
- 1993 - Fallen Angels
- 1995 - To Wong Foo, Thanks for Everything, Julie Newmar
- 1996 - The Pallbearer
- 1997 - Friends
- 1997 - Touch Me
- 1997 - The Myth of Fingerprints
- 1997 - Ally McBeal
- 1998 - The Curve
- 1999 - Nunca Fui Beijada
- 2000 - The Next Best Thing
- 2000 - Sand
- 2000-2001 - It Had to Be You
- 2001 - One Hour Photo
- 2001 - The Mists of Avalon
- 2001-2006 - Alias (Série)
- 2005 - Monster-in-Law (A Sogra)
- 2007 - Rogue
- 2007 - Big Shots
- 2009 - Hawthorne (Série)
- 2011 - Colombiana (Em busca de Vingança)
- 2014 - Bates Motel
- 2015 - Crawlspace